# Kanton Ruelle-sur-Touvre
Kanton Ruelle-sur-Touvre (fr. Canton de Ruelle-sur-Touvre) je francouzský kanton v departementu Charente v regionu Poitou-Charentes. Skládá se z pěti obcí.

## Obce kantonu
- L'Isle-d'Espagnac
- Magnac-sur-Touvre
- Mornac
- Ruelle-sur-Touvre
- Touvre